# FedEx Cup
De FedEx Cup is een kampioenschap voor professionele golfers op de PGA Tour. Na een seizoen waarin punten verzameld kunnen worden, bepalen drie eindtoernooien de winnaar van het kampioenschap. Deze eindtoernooien worden volgens een play-offsysteem georganiseerd.
De Noor Viktor Hovland is de meest recente winnaar van de FedEx Cup in 2023, en de Noord-Ier Rory McIlroy heeft het record van meeste overwinningen met 3 stuks (2016, 2019 en 2022).
De FedEx Cup werd in 2007 opgericht door de PGA Tour. Het doel was om een play-offsysteem, dat in veel Amerikaanse sporten wordt gebruikt, ook bij het golf toe te passen.

## Regelwijzigingen sinds oprichting
De PGA Tour heeft de regels rond de FedEx Cup op bepaalde momenten na de opstart in 2007 aangepast. Elke reeks wijzigingen werd ingevoerd om problemen aan te pakken die het jaar ervoor waren ontstaan, vooral met het play-offgedeelte van de FedEx Cup:
- In februari 2008 waren de veranderingen bedoeld om meer golfers de kans te geven hun positie op de puntenlijst te verbeteren naarmate de play-offs vorderden. De veranderingen omvatten een aanscherping van de play-offresetpunten en het toekennen van meer punten aan play-offdeelnemers. Dit zorgde ervoor dat spelers, die een play-offevenement oversloegen, gestraft zouden worden.[2]

- In november 2008 werden er wijzigingen doorgevoerd om ervoor te zorgen dat het kampioenschap niet gewonnen zou worden voordat elke golfer die zich kwalificeerde klaar was met het spelen van het laatste play-offevenement. In 2008 had Vijay Singh namelijk al genoeg punten verzameld in de voorgaande play-offevenementen, waardoor geen van zijn tegenstanders in het laatste evenement voldoende punten meer kon halen om hem de FedEx Cup af te kunnen nemen.[3]

- Om het toernooi interessanter te maken werd in 2013 bepaald dat de puntenranking van de FedEx Cup bepaalde welke 125 golfers hun PGA Tour-kaart voor het daaropvolgende seizoen zouden behouden. Voorheen werd dit bepaald door de positie op de ranking van verdiend prijsgeld op de Tour.
- Vanaf 2019 werd de Dell Technologies Championship (het eerste van de vier play-offtoernooien) geschrapt, waardoor er nog slechts drie toernooien overgebleven zijn. Door de vermindering van het aantal play-offtoernooien werd ook het aantal deelnemers verkleind. Aan het eerste toernooi (FedEx St. Jude Championship) start sindsdien enkel de top-70 spelers in de ranking.

## Opzet van het kampioenschap
Tussen oktober en juli kunnen spelers op de toernooien van de PGA Tour FedEx Cup-punten verzamelen. Voor alle reguliere toernooien kan de winnaar 500 FedEx Cup-punten winnen, en iedere speler die de cut haalt krijgt ook punten. In bepaalde aangeduide toernooien wordt het puntenaantal verhoogd. Op bijvoorbeeld het World Golf Championship zijn er 550 FedEx Cup-punten voor de winnaar, op de vier majortoernooien 600 punten en er worden ook 300 punten toegekend aan winnaars van toernooien die in dezelfde weken vallen als de aangewezen (major)toernooien.
Het doel voor de golfers is om bij de top 70 te komen van spelers met de meeste punten aan het einde van het reguliere seizoen. Alleen deze 70 spelers mogen namelijk deelnemen aan de play-offs van de FedEx Cup. De play-offs omvatten sinds 2019 drie toernooien, waarbij er op elk toernooi door de winnaar 2000 punten verdiend kunnen worden (vier keer zoveel als tijdens het reguliere seizoen). Na elke van de drie toernooien vallen de 20 spelers die het laagste staan op de ranking af, waardoor er bij het derde en laatste toernooi (The Tour Championship) slechts 30 golfers zullen deelnemen.

### Play-offtoernooien
| Toernooi                    | Aantal deelnemers                                                        |
| --------------------------- | ------------------------------------------------------------------------ |
| FedEx St. Jude Championship | beste 70 spelers in FedEx Cup-ranking na het Wyndham Championship        |
| BMW Championship            | beste 50 spelers in FedEx Cup-ranking na het FedEx St. Jude Championship |
| The Tour Championship       | beste 30 spelers in FedEx Cup-ranking na het BMW Championship            |

Nadat het BMW Championship is gespeeld, en er nog 30 golfers over zijn, krijgen de spelers die het hoogste staan in de ranking een voordeel op het laatste toernooi. Op The Tour Championship wordt er gekeken naar de speler die na 72 holes de laagste score heeft (gecombineerd met zijn startscore voor het toernooi), en deze wint zowel The Tour Championship als de FedEx Cup. De kampioen van de FedEx Cup verdient een bonus van 18 miljoen dollar en is verzekerd van een PGA Tour-kaart voor de volgende vijf seizoenen.
| Positie op FedEx Cup-ranking na het BMW Championship | Startscore onder par op The Tour Championship |
| ---------------------------------------------------- | --------------------------------------------- |
| Nr. 1                                                | -10                                           |
| Nr. 2                                                | -8                                            |
| Nr. 3                                                | -7                                            |
| Nr. 4                                                | -6                                            |
| Nr. 5                                                | -5                                            |
| Nrs. 6-10                                            | -4                                            |
| Nrs. 11-15                                           | -3                                            |
| Nrs. 16-20                                           | -2                                            |
| Nrs. 21-25                                           | -1                                            |
| Nrs. 26-30                                           | even par                                      |

## Winnaars

### Winnaars van de FedEx Cup-eindstand
Rory McIlroy is recordhouder met drie eindoverwinningen van de FedEx Cup, en Tiger Woods is de enige andere speler die het toernooi tweemaal wist te winnen.
| Jaar | Winnaar           | Eindscore/ Puntenaantal | Voorsprong | Play-offs  | Play-offs     | Regulier seizoen | Regulier seizoen | Regulier seizoen |
| Jaar | Winnaar           | Eindscore/ Puntenaantal | Voorsprong | Toernooien | Overwinningen | Ranking          | Punten           | Toernooien       |
| ---- | ----------------- | ----------------------- | ---------- | ---------- | ------------- | ---------------- | ---------------- | ---------------- |
| 2024 | Scottie Scheffler | –30                     | 4 slagen   | 3          | 1             | 1                | 6,615            | 18               |
| 2023 | Viktor Hovland    | −27                     | 5 slagen   | 3          | 2             | 7                | 1,795            | 20               |
| 2022 | Rory McIlroy      | −21                     | 1 slag     | 3          | 1             | 6                | 2,104            | 13               |
| 2021 | Patrick Cantlay   | −21                     | 1 slag     | 3          | 2             | 3                | 2,056            | 21               |
| 2020 | Dustin Johnson    | −21                     | 3 slagen   | 3          | 2             | 15               | 1,071            | 11               |
| 2019 | Rory McIlroy      | −18                     | 4 slagen   | 3          | 1             | 5                | 2,842            | 18               |
| 2018 | Justin Rose       | 2,260                   | 41         | 4          | 0             | 4                | 1,991            | 14               |
| 2017 | Justin Thomas     | 3,000                   | 660        | 4          | 1             | 2                | 2,689            | 21               |
| 2016 | Rory McIlroy      | 3,120                   | 740        | 4          | 2             | 36               | 973              | 14               |
| 2015 | Jordan Spieth     | 3,800                   | 1,493      | 4          | 1             | 1                | 4,169            | 21               |
| 2014 | Billy Horschel    | 4,750                   | 1,650      | 4          | 2             | 69               | 722              | 23               |
| 2013 | Henrik Stenson    | 4,750                   | 2,007      | 4          | 2             | 9                | 1,426            | 14               |
| 2012 | Brandt Snedeker   | 4,100                   | 1,273      | 4          | 1             | 19               | 1,194            | 18               |
| 2011 | Bill Haas         | 2,760                   | 15         | 4          | 1             | 15               | 1,273            | 22               |
| 2010 | Jim Furyk         | 2,980                   | 252        | 3          | 1             | 3                | 1,691            | 18               |
| 2009 | Tiger Woods       | 4,000                   | 1,080      | 4          | 1             | 1                | 3,341            | 13               |
| 2008 | Vijay Singh       | 125,101                 | 551        | 4          | 2             | 7                | 15,034           | 19               |
| 2007 | Tiger Woods       | 123,033                 | 12,578     | 3          | 2             | 1                | 30,574           | 13               |

### Winnaars van de FedEx Cup-play-offtoernooien
Dustin Johnson en Rory McIlroy zijn gedeeld recordhouder met elk zes overwinningen op de FedEx Cup-play-offtoernooien.
| 2022-2023 | 2022-2023                   | 2022-2023        | 2022-2023         |
| Jaar      | FedEx St. Jude Championship | BMW Championship | Tour Championship |
| --------- | --------------------------- | ---------------- | ----------------- |
| 2023      | Lucas Glover                | Viktor Hovland   | Viktor Hovland    |
| 2022      | Will Zalatoris              | Patrick Cantlay  | Rory McIlroy      |
| 2019-2021 |                             |                  |                   |
| Jaar      | The Northern Trust          | BMW Championship | Tour Championship |
| 2021      | Tony Finau                  | Patrick Cantlay  | Patrick Cantlay   |
| 2020      | Dustin Johnson              | Jon Rahm         | Dustin Johnson    |
| 2019      | Patrick Reed                | Justin Thomas    | Rory McIlroy      |

| 2007-2018 | 2007-2018          | 2007-2018                      | 2007-2018        | 2007-2018         |
| Jaar      | The Northern Trust | Dell Technologies Championship | BMW Championship | Tour Championship |
| --------- | ------------------ | ------------------------------ | ---------------- | ----------------- |
| 2018      | Bryson DeChambeau  | Bryson DeChambeau              | Keegan Bradley   | Tiger Woods       |
| 2017      | Dustin Johnson     | Justin Thomas                  | Marc Leishman    | Xander Schauffele |
| 2016      | Patrick Reed       | Rory McIlroy                   | Dustin Johnson   | Rory McIlroy      |
| 2015      | Jason Day          | Rickie Fowler                  | Jason Day        | Jordan Spieth     |
| 2014      | Hunter Mahan       | Chris Kirk                     | Billy Horschel   | Billy Horschel    |
| 2013      | Adam Scott         | Henrik Stenson                 | Zach Johnson     | Henrik Stenson    |
| 2012      | Nick Watney        | Rory McIlroy                   | Rory McIlroy     | Brandt Snedeker   |
| 2011      | Dustin Johnson     | Webb Simpson                   | Justin Rose      | Bill Haas         |
| 2010      | Matt Kuchar        | Charley Hoffman                | Dustin Johnson   | Jim Furyk         |
| 2009      | Heath Slocum       | Steve Stricker                 | Tiger Woods      | Phil Mickelson    |
| 2008      | Vijay Singh        | Vijay Singh                    | Camilo Villegas  | Camilo Villegas   |
| 2007      | Steve Stricker     | Phil Mickelson                 | Tiger Woods      | Tiger Woods       |

- Website PGA Tour: stand van de punten